# Elke Kahr
Elke Kahr est une femme politique autrichienne, née le 2 novembre 1961 à Graz.
Membre du parti communiste d'Autriche (KPÖ), elle est élue maire de Graz en 2021.

## Biographie
Elke Kahr naît en 1961. Elle est adoptée à l'âge de 3 ans.
En 1993, elle entre au conseil municipal de Graz.
Elle est élue maire de Graz en 2021 sous l'étiquette du KPÖ, le Parti communiste d'Autriche, dans une coalition avec Les Verts et le SPÖ (Parti social-démocrate d'Autriche). En 2023, elle reçoit pour ce poste le titre de « meilleure maire du monde », décerné par la City Mayors Foundation, « pour son dévouement et son altruisme au service de sa ville et de ses citoyens ».